# Gymnusa variegata
Gymnusa variegata är en skalbaggsart som beskrevs av Ernst Hellmuth von Kiesenwetter 1845. Gymnusa variegata ingår i släktet Gymnusa, och familjen kortvingar. Arten är reproducerande i Sverige.